# 一番傑作
《一番傑作》為臺灣歌手王傑的第五張國語精選輯，發行於1996年4月，由華納唱片、飛碟唱片公司發行。

## 專輯簡介
為王傑解約飛碟唱片後推出的第一張精選輯，歌曲挑選自1987年首張專輯《一場遊戲一場夢》至1995年最後一張專輯《情願不自由》，由陳樂融監製，發行後獲得相當好的銷量及排行榜成績 。

## 曲目
| 曲序 | 曲名               | 曲            | 詞     | 編曲     | 附註       |
| 01   | 爲了愛 夢一生      | 許冠傑        | 陳樂融 | Ricky Ho |            |
| 02   | 一場遊戲一場夢     | 王文清        | 王文清 | 陳志遠   |            |
| 03   | 忘記你不如忘記自己 | Johann Ziller | 張方露 | Ricky Ho |            |
| 04   | 孤星               | 陳志遠        | 陳樂融 | 陳志遠   |            |
| 05   | 安妮               | 王傑          | 陳樂融 | 陳志遠   |            |
| 06   | 夢在無夢的夜裡     | 洪堯斌        | 洪堯斌 | Ricky Ho |            |
| 07   | 英雄淚             | 陳大力        | 劉虞瑞 | Ricky Ho |            |
| 08   | 是否我真的一無所有 | 陳志遠        | 陳樂融 | 陳志遠   |            |
| 09   | 忘了你忘了我       | 王文清        | 王文清 | 陳志遠   |            |
| 10   | 向太陽怒吼         | 陳志遠        | 陳樂融 | 陳志遠   |            |
| 11   | 心痛               | 王傑          | 王傑   | Ricky Ho |            |
| 12   | 她的背影           | 王傑          | 王傑   | 陳志遠   |            |
| 13   | 情願不自由         | 黃慶元        | 丁曉雯 | 蔡朝華   |            |
| 14   | 你是我胸口永遠的痛 | 陳秀男        | 丁曉雯 | 陳志遠   | 與葉歡合唱 |
| 15   | 回家               | 陳大力 陳秀男 | 劉虞瑞 | Ricky Ho |            |

## 專輯文案
從浪子到巨星
從平凡到璀燦
從台灣到世界的每一個角落
王傑的傳奇
不僅是我們共同創造的永恒
也是我們心底最想望的夢因而成真
儘管歲月流轉滄海桑田
每個人的名字到最後終究也只是一個名字而已
但是王傑的傳奇
卻是我們可以永遠珍藏與擁有的

## 唱片版本
- 錄音帶版
- CD版